# 福田修二
福田 修二（ふくだ しゅうじ、1951年12月20日 - ）は、日本の実業家。太平洋セメント代表取締役社長を経て、同社取締役会長、サッポロホールディングス取締役。元セメント協会会長。

## 人物・経歴
山梨県白根町（現南アルプス市）出身。父は俳人の福田甲子雄。山梨県立巨摩高等学校を経て、1974年福島大学経済学部卒業、小野田セメント（現太平洋セメント）入社。経理部長、北陸支店長を経て、2008年執行役員人事部長。2010年取締役常務執行役員。
2012年から太平洋セメント代表取締役社長を務め、中期経営計画を進め、財務体質強化や、グローバル化にあたった。
2016年セメント協会会長。2018年新規中期経営計画の開始を機に太平洋セメント取締役会長に退いた。2019年サッポロホールディングス取締役。2020年東武鉄道監査役。2022年太平洋セメント取締役相談役。2024年、旭日重光章受章。